# Pyhäranta
Pyhäranta est une commune située dans le sud-ouest de la Finlande, dans la province de Finlande occidentale et la région de Finlande du Sud-Ouest.

## Présentation
La petite commune est bordée par le Golfe de Botnie. Historiquement, elle est mentionnée pour la première fois au XVIe siècle comme un groupe de petits villages de pêcheurs. Elle n'a jamais été très peuplée, mois de 3 000 habitants en 1900 et une lente décroissance depuis. Elle est aujourd'hui largement à l'écart des principales routes commerciales et touristiques du pays.
L'église du village a été construite par Josef Stenbäck en 1909, en style romantisme national typique du début du XXe siècle en Finlande.
Les communes limitrophes sont Uusikaupunki au sud (17 km du centre), Laitila à l'est, Kodisjoki au nord-est et Rauma au nord (les 2 dernières dans le Satakunta). Turku est à 80 km et Helsinki à 260 km.

## Démographie
Depuis 1980, la démographie de Pyhäranta a évolué comme suit,:
| Année      | 1980  | 1985  | 1990  | 1995  | 2000  | 2005  |
| ---------- | ----- | ----- | ----- | ----- | ----- | ----- |
| population | 2 244 | 2 333 | 2 385 | 2 375 | 2 311 | 2 218 |

| Année      | 2010  | 2015  | 2020  |
| ---------- | ----- | ----- | ----- |
| population | 2 236 | 2 136 | 2 015 |

## Transports
Pyhäranta est reliée à Taivassalo par la seututie 196.